# Blidinje
Jezioro Blidinje (bośn. Blidinjsko jezero) – największe sztuczne jezioro Bośni i Hercegowiny o powierzchni wahającej się między 2,5 a 6 km², położone na wysokości 1185 m n.p.m. Jego głębokość średnio wynosi 1,9 m, a osiąga maksymalnie 3,5 m. 30 kwietnia 1995 roku powołano do życia obszar chronionego krajobrazu Blidinje, obejmujący jezioro, dolinę Grabovicy, pobliskie góry i polja.